# Iván Talyzin
Iván Lukiánovich Talyzin (en ruso: Ива́н Лукья́нович Талы́зин; 1700-Denezhnikovo, 1777) fue un almirante ruso de la familia Talyzin. Era tío del senador Aleksandr Talyzin.

## Biografía
Iván Talyzin era hijo del stólnik y más tarde voivoda de Beriózovo, Lukián Ivánovich Talyzin. Por parte de su tía Eudoxia Ivánovna Talyzina era primo del canciller Alekséi Bestúzhev-Riumin.
En 1715 entró en la Academia de Mar, donde completó un curso, tras el que fue enviado al extranjero para que estudiara como jefe de tripulación. Permaneció en Inglaterra y Holanda durante 12 años, regresando a Rusia en 1729. Tras pasar algún tiempo sirviendo en Moscú, en 1733 se trasladó a San Petersburgo donde un mes después era nombrado asistente del jefe de tripulación del puerto como teniente de la Armada. El 2 de enero de 1734 fue ascendido al rango de coronel y nombrado asistente de una expedición para reclutar tripulación. Ocupó ese cargo hasta el 20 de septiembre de 1740, cuando fue nombrado contralmirante y designado consejero del Colegio del Almirantazgo.
En enero de 1748, Talyzin recibió el rango de teniente general y confirmado como miembro del Colegio. Desde diciembre de 1752 trabajaría en la Oficina Senatorial de San Petersburgo con la misión de supervisar sus finanzas. El 5 de mayo de 1757 fue nombrado almirante y condecorado con la Orden de San Alejandro Nevski.
Tuvo un papel significativo en la revolución palaciega de 1762. Talyzin, con poderes especiales, partió para Kronstadt con la orden de no permitir entrar en la fortaleza a Pedro III en la fortaleza, para impedir que pudiera huir a Alemania, y en caso de que ofreciera resistencia, arrestarlo. Al llegar a la fortaleza, Talyzin anunció la revolución, tomó juramento a los soldados y marineros hacia Catalina y arrestó al general en jefe Piotr de Vieira, enviado por Pedro III. Cuando el derrocado monarca llegó en una galera a la fortaleza durante la noche, Talyzin no le permitió desembarcar. A la noticia de la llegada del emperador, respondió que en Rusia no había emperador, sino la emperatriz Catalina, amenazando con dispara si los barcos no se alejaban.
Tras ascender al trono, Catalina II premió a Talyzin con la Orden de San Andrés y dos mil rublos. En septiembre de ese año, Talyzin acompañó a la emperatriz a Moscú, como su portavoz en asuntos locales, y permaneció allí hasta 1764, cuando regresó a San Petersburgo. En junio fue nombrado miembro del Colegio del Almirantazgo del nuevo Estado, y en marzo de 1765 se retiró del servicio por razones de salud. De acuerdo con algunas fuentes, pasó los últimos años de su vida en su finca de Denezhnikovo, cerca de Moscú.

## Familia
Del matrimonio de Iván Talyzin con la hija del comandante de Riga, Irina Ilínichna Isáyeva, nacieron tres hijos: 
- Aleksandra (1745—1793), esposa del canciller Iván Osterman (1725—1811).
- Lukián Talyzin (1741 — más tarde de 1794), capitán y brigadier del Regimiento Semiónovski de la Guardia Leib, despedido del servicio en 1773, nombrado consejero de Estado en 1790, se casó con Praskovia Liubanova-Rostóvskaya, con la que no tuvo hijos.
- Aleksandr, coronel del Regimiento Semiónovski de la Guardia Leib, chambelán.